# Copac Dyson

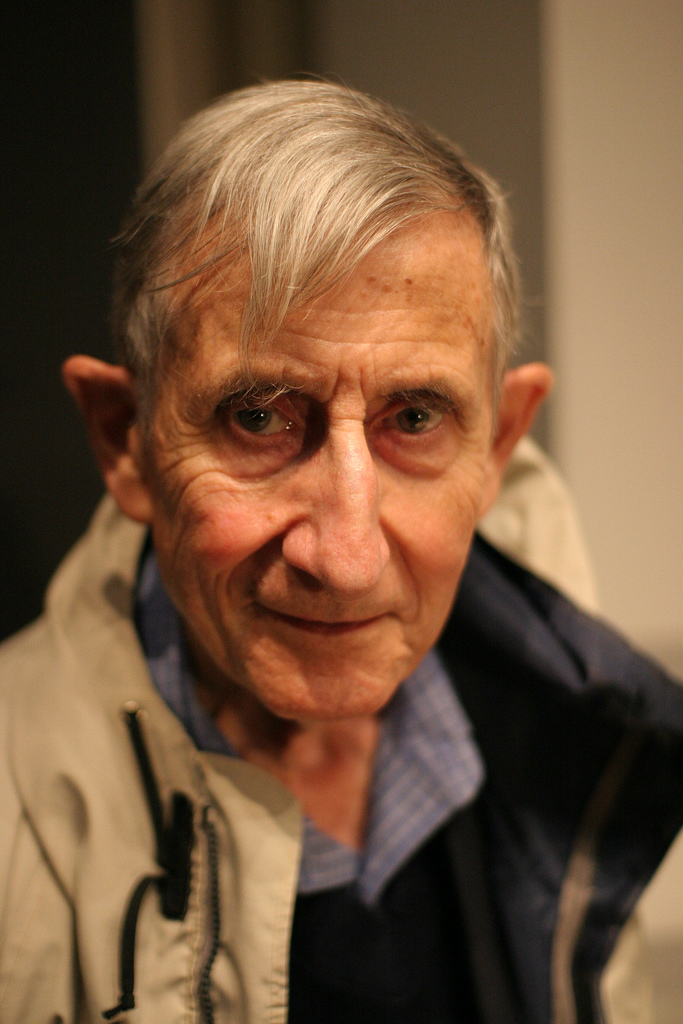
Freeman Dyson în 2005

Un copac Dyson este o plantă ipotetică creată genetic (poate semăna cu un copac) capabilă să crească în interiorul unei comete, aceasta a fost sugerată de fizicianul Freeman Dyson. Plantele ar putea produce o atmosferă respirabilă în spațiile goale din cometă (sau chiar în interiorul plantelor), folosind energia solară pentru fotosinteză și materiale din cometă pentru nutrienți, formând astfel habitate spațiale auto-sustenabilite pentru umanitate în sistemul solar exterior. Ideea este asemănătoare cu o seră spațială sau cu o cochilie crescută genetic de moluște. 
Un arbore Dyson ar putea fi format din câteva structuri principale ale trunchiului care se extind dintr-un nucleu al cometei, care se ramifică în crengi și frunziș care se împletesc, formând o structură sferică, posibil, de zeci de kilometri. 

## Copaci Dyson în științifico-fantastic
Copacii Dyson sunt menționați de mai multe ori în domeniul științifico-fantastic, începând cu anii 1980: 
- Una dintre primele referiri apare în cartea scriitoarei Rachel Pollack: Tree House (1984).[2]
- Conceptul este analizat de Carl Sagan și Ann Druyan în 1985 în carte de non-ficțiune Comet, aceasta conține mai multe imagini ale unor copaci Dyson în jurul lui Saturn și în spațiul interstelar, imagini  create de jurnalistul și graficianul Jon Lomberg.
- În romanul transumanist din 1987 al lui Michael Swanwick Vacuum Flowers, apar așezări de copaci Dyson  în Norul lui Oort.
- Sub numele de „Plopi spațiali”, copacii Dyson sunt descriși în cele două romane științifico-fantastice ale lui Donald Moffitt, The Genesis Quest și Second Genesis. Aici sunt folosiți atât ca habitate, cât și ca nave spațiale, propulsate de frunzele exterioare reflectorizante folosite ca pânze solare organice.
- Dan Simmons, în Endymion (1996) și Rise of Endymion (1997) - ambele părți ale seriei Hyperion Cantos - fac referiri la copacii Dyson, iar în ultimul roman apare un sistem-arbore imens care înconjoară o stea întreagă (amintind de o sferă Dyson).
- În colecția lui Stephen Baxter în romanul Space (2001), protagonistul, Reid Malenfant, se află la un moment dat într-un copac Dyson.
- În universul comun (proiectul online) Orion's Arm (înființat în anul 2000), copacii Dyson și „pădurile” copacilor Dyson se numesc orwoods; acestea au fost fondate într-o serie de sisteme stelare din spațiul terran. Cuvântul „Orwood” în acest context a fost inventat inițial de Anders Sandberg.
- Jocul de rol Transhuman Space include începutul unui efort de creare al unui arbore Dyson pe stația Yggdrasil (Deep Beyond, pag.   70, 2003)
- În seria OVA Tenchi Muyo, Jurai folosește copaci care pot supraviețui în spațiu ca nave, iar în templul personajului Tokimi se află un copac uriaș ale cărui rădăcini cuprind o planetă întreagă.
- În serialul „Dirty Pair”, episodul ("Run From the Future") „Fugi din viitor” are loc în habitatul Nimkasi, care este un copac Dyson al proscrișilor.
- Jocul video Eufloria se bazează pe conceptul arborelui Dyson.[3]